# ستوكبورت (دائرة انتخابية في المملكة المتحدة)
ستوكبورت (بالإنجليزية: Stockport)‏ هي إحدى الدوائر الانتخابية في المملكة المتحدة الممثلة في مجلس العموم في برلمان المملكة المتحدة.
عضو البرلمان الذي يمثلها حالياً هو :Ann Coffey (Lab).